# هيروشي ناجاتا
هيروشي ناجاتا (باليابانية: 永田寛؛ بالكانا: ながた ひろし) هو لاعب هوكي الحقل ياباني، ولد في 1907، وتوفي في 4 أغسطس 1961.

## وصلات خارجية
- هيروشي ناجاتا على موقع أوليمبيديا (الإنجليزية)